# Axel Koenders
Axel Koenders es un deportista neerlandés que compitió en triatlón. Ganó una medalla de plata en el Campeonato Europeo de Triatlón de Media Distancia de 1987, y dos medallas de oro en el Campeonato Europeo de Triatlón de Larga Distancia en los años 1987 y 1989.

## Palmarés internacional
| Campeonato Europeo | Campeonato Europeo | Campeonato Europeo | Campeonato Europeo |
| Año                | Lugar              | Medalla            | Prueba             |
| ------------------ | ------------------ | ------------------ | ------------------ |
| 1987               | Roth (RFA)         | Medalla de plata   | Individual         |

| Campeonato Europeo | Campeonato Europeo   | Campeonato Europeo | Campeonato Europeo |
| Año                | Lugar                | Medalla            | Prueba             |
| ------------------ | -------------------- | ------------------ | ------------------ |
| 1987               | Joroinen (Finlandia) | Medalla de oro     | Individual         |
| 1989               | Rødekro (Dinamarca)  | Medalla de oro     | Individual         |